# Sir Nigel
Sir Nigel est un roman historique publié en 1906 au Royaume-Uni par Sir Arthur Conan Doyle. Les événements décrits se déroulent avant le roman La Compagnie blanche, paru quinze ans plus tôt, en 1891, et relatent les aventures du jeune écuyer Sir Nigel au service du roi Édouard III.

## Présentation
Dans une Angleterre ravagée par la peste de 1348, la famille noble mais pauvre des Loring, dont fait partie Sir Nigel, habite le manoir de Tilford. Elle est respectée pour sa loyauté envers le roi. Sir Nigel, le seul descendant, va suivre l'exemple de ses pères en se mettant au service du roi et prendra part à la guerre de Cent Ans.

## Citation
« En ces temps si simples, un miracle et un mystère étaient chose naturelle. L'homme s'avançait dans la crainte et la solennité, avec le ciel au-dessus de la tête et l'enfer sous les pieds. On voyait la main de Dieu partout : dans l'arc-en-ciel et la comète, dans le tonnerre et le vent. Et le diable, lui aussi, ravageait ouvertement le monde : il se dissimulait derrière les haies dans l'obscurité ; il riait aux éclats durant la nuit ; il saisissait dans ses serres le pécheur mourant, fondait sur l'enfant non baptisé et tordait les membres de l'épileptique. »

— Chapitre III (page 21)

## Table
Le roman comporte 27 chapitres :
1. La maison des Loring
2. Comment le diable s'en vint à Waverley
3. Le cheval jaune de Crooksburry
4. Comment le porte-contrainte s'en vint au manoir de Tilford
5. Comment Nigel fut jugé par l'abbé de Waverley
6. Lady Ermyntrude ouvre le coffre de fer
7. Comment s'en fut faire ses emplettes à Guildford
8. Comment le roi chassa au faucon dans la bruyère de Crooksburry
9. Comment Nigel tint le pont de Tilford
10. Comment le roi accueillit son sénéchal de Calais
11. Dans le château de Dupplin
12. Comment Nigel combattit l'infirme de Shalford
13. Comment les deux compagnons cheminèrent sur la vieille route
14. Comment Nigel chassa le Furet Rouge
15. Comment le Furet Rouge arriva à Cosford
16. Comment la cour du roi festoya dans le château de Calais
17. Les Espagnols sur mer
18. Comment Black Simon se fit payer son gage par le roi de Sercq
19. Comment un écuyer d'Angleterre rencontra un écuyer de France
20. Comment les Anglais attaquèrent le château de la Brohinière
21. Comment le second messager s'en fut à Cosford
22. Comment Robert de Beaumanoir s'en vint à Plöermel
23. Comment trente hommes de Jocelyn rencontrèrent trente hommes de Plöermel
24. Comment Nigel fut rappelé auprès de son maître
25. Comment le roi de France tint conseil à Maupertuis
26. Comment Nigel accomplit son troisième exploit
27. Comment le troisième messager s'en vint à Cosford

## Adaptations
Le roman Sir Nigel a été adapté en bande dessinée en 2019 par Roger Seiter (scénario) et Christian Gine (illustrations). Adapté sur deux tomes aux éditions Glénat : le premier tome s'intitule Sir Nigel : Le Preu du pont de Tilford et le second Sir Nigel : La Traque du Furet Rouge.